# Erobringen af Ungarn
Erobringen af Ungarn (ungarsk: honfoglalás) er fællesbetegnelsen for en række historiske begivenheder, der sluttede med ungarernes bosættelse i Centraleuropa i 800- og 900-tallet. Før ungarernes ankomst havde tre magter i den tidlige middelalder kæmpet om magten i Pannonien: Det bulgarske rige, Østfranken og Stormähren. Disse riger havde ind imellem hyret ungarske ryttere som soldater. Derfor kendte ungarerne, der holdt til på den pontisk-kaspiske slette til deres fremtidige hjemland, da deres landerobring begyndte.
Ungarernes erobring begyndte som en sen og begrænset folkevandring. Samtidige kilder bekræfter, at ungarerne gik over Karpaterne efter et forenet angreb mod dem i 894 og 895 af petjenegerne og bulgarerne. Ungarerne bosatte sig i første omgang i lavlandet øst for Donau og angreb derfra Pannonien (området vest for floden) i år 900. De udnyttede interne konflikter hos märerne og indlemmede denne stat mellem 902 og 906.
Ungarerne styrkede kontrollen over Pannonien, da de besejrede en bayersk hær i et slag om Brezalauspurc udkæmpet 4. juli 907. De satte gang i en plyndringstogter i resten af Europa mellem 899 og 955 og havde også kurs mod Byzans mellem 943 og 971. Efterhånden slog de sig til tåls med deres bosættelse i lavlandet og etablerede det kristne kongerige Ungarn omkring år 1000.